# 罗萨诺威尼托
罗萨诺威尼托（義大利語：Rossano Veneto）是意大利威尼托大区维琴察省的一个市镇。总面积10.66平方公里，人口7875人，人口密度738.7人/平方公里（2009年）。国家统计（ISTAT）代码为024088。